# Итальянская коммунистическая партия
Италья́нская коммунисти́ческая па́ртия, или ИКП (итал. Partito Comunista Italiano, сокращённо PCI) — партия в Италии, существовавшая с 1921 по 1991 годы. Наиболее успешная в XX веке коммунистическая партия в развитом капиталистическом обществе (численность в 1946—1956 превышала 2 млн человек, на выборах (1976) — 34,4 % голосов). Орган — газета «Унита», журнал «Ринашита». Опиралась на ведущее профобъединение страны — Всеобщую итальянскую конфедерацию труда.

## История
ИКП образовалась в результате откола левого крыла от Итальянской социалистической партии (ИСП) на конгрессе в Ливорно 21 января 1921 года и называлась Коммунистическая партия Италии (итал. Partito Comunista d'Italia; первоначальное название сохранялось до 1943 года). Во главе откола стояли Амадео Бордига, избранный генеральным секретарём, и крупный марксистский философ Антонио Грамши, возглавлявший радикальную группу «Ордине Нуово» (итал. L'Ordine Nuovo) в Турине. Если в ИСП большинство было за центристами (коммунистами-унитариями) Джачинто Менотти Серрати, поддерживавшими социалистическую революцию, но отказывавшимися принять 21 условие Коминтерна и исключить из партии правое реформистское крыло, то в ИКП пошли сторонники диктатуры пролетариата. Часть левых максималистов, включая самого Серрати, позже присоединилась к коммунистам.
ИКП принимает участие в парламентских выборах 1921 года, на которых получает 4,6 % голосов избирателей и 15 депутатских мест. В первые годы существования партии между сторонниками Бордиги и Грамши идёт борьба, в результате которой Бордига был отстранён от руководства. В 1926 году третий съезд партии осудил взгляды Бордиги (левый коммунизм), а в 1930 году он и его сторонники были исключены из ИКП.
После запрета ИКП фашистским правительством 5 ноября 1926 года партия была вынуждена уйти в подполье. Часть членов ИКП продолжала действовать внутри Италии нелегально, а часть работала в эмиграции (в основном во Франции и СССР). После ареста Грамши в конце 1926 года руководство партии сосредотачивается в руках Пальмиро Тольятти, а сам Грамши умирает вскоре после освобождения в 1937 году.
В 1934 году ИКП заключила пакт о единстве действий с ИСП. Многие итальянские коммунисты участвовали в гражданской войне в Испании 1936—1939 годов. Компартия с социалистами и христианскими демократами была организатором итальянского Движения Сопротивления, а их партизанские отряды (Гарибальдийские бригады) играли ключевую роль в вооружённой борьбе с фашистами, в том числе в Апрельском восстании 1945 года.
Вместе с другими антифашистскими партиями сформировала в 1943 году Комитет национального освобождения. В 1944 году партия вышла из подполья на освобождённых территориях и вскоре стала крупнейшей политической партией страны — за год численность её членов возросла с 500 тысяч до 1,7 миллионов человек. Под руководством вернувшегося из СССР П. Тольятти в апреле 1944 компартия Италии совершила так называемый «Салернский поворот» — поворот партии к поддержке демократических реформ в Италии и отказ от вооружённой борьбы за социализм. Это также означало разоружение партизан, поддерживавшихся коммунистами. В 1944—1947 представители ИКП занимали министерские посты в правительстве.
В 1948 году на парламентских выборах ИКП объединилась с ИСП в Народно-демократический фронт. В течение следующих лет партия получила значительный электоральный успех, оказывая в разные периоды поддержку левоцентристским правительствам, хотя в состав правительств никогда не входила.
Партия имела наибольшее влияние в Центральной Италии, особенно в Эмилие-Романье и Умбрии, где регулярно побеждала на муниципальных выборах. Также пользовалась поддержкой в индустриальных городах Северной Италии.
После подавления Венгерского восстания 1956 года в ИКП произошёл раскол. Лидеры партии, включая Пальмиро Тольятти и Джорджо Наполитано, считали Венгерское восстание контрреволюционным, о чём сообщила газета «Унита», центральный орган партии. В то же время Джузеппе Ди Витторио, член ИКП и руководитель Всеобщей итальянской конфедерации труда, оценил последовавшее советское вторжение «как вмешательство в дела независимого государства и независимой компартии». Подобную же позицию занял член ИКП Антонио Джолитти, а также национальный секретарь ИСП Пьетро Ненни, сторонник сотрудничества с ИКП. В итоге Антонио Джолитти (внук Джованни Джолитти) и Пьетро Ненни пошли на раскол с ИКП.
Наполитано позднее высказывал сомнения в правильности своей тогдашней позиции. В своей книге «От коммунистической партии к европейскому социализму. Политическая автобиография» (англ. From the Communist Party to European Socialism. A political autobiography, итал. Dal Pci al socialismo europeo. Un’autobiografia politica) он сожалел о том, что оправдывал тогда советскую интервенцию, объясняя это желанием сохранения партийного единства. Позднее он стал лидером фракции мелиористов — правого крыла в ИКП, сторонников умеренного социал-демократического курса.
В 1969 году Энрико Берлингуэр, будущий генеральный секретарь ИКП, участвовал в Международной конференции коммунистических и рабочих партий в Москве, на которой делегация ИКП не согласилась с официальной политической линией и не поддержала итоговую резолюцию. Берлингуэр выступил против травли китайских коммунистов, а также прямо заявил Леониду Брежневу, что вторжение в Чехословакию войск Варшавского договора, которое он назвал «трагедией в Праге», отражает важные различия внутри коммунистического движения по фундаментальным вопросам, таким как национальная независимость, социалистическая демократия и свобода развития культуры. В это время ИКП была крупнейшей коммунистической партией капиталистических стран. На парламентских выборах 1976 года партия получила 34,4 % голосов избирателей.
В 1970-е годы пути ИКП и Советского Союза ещё более расходятся. Партия отходит от линии КПСС в сторону еврокоммунизма, а также стремится к сотрудничеству с Христианско-демократической партией в рамках концепции «исторического компромисса». Однако похищение и последовавшее за ним убийство лидера ХДП Альдо Моро Красными бригадами в мае 1978 года положило конец надеждам на такой компромисс.
В течение «свинцовых лет» (итал. anni di piombo) ИКП выступает жёстким противником терроризма и Красных бригад.
Участие советских войск конфликте в Афганистане с 1979 года привело к полному разрыву ИКП с Москвой. Партия отказалась участвовать в Конференции коммунистических и рабочих партий в Париже в 1980 году.
На выборах в в Европарламент в 1984 году ИКП заняла первое место.
На XVIII съезде ИКП в марте 1989 года в партии было 1 462 302 члена, коммунисты возглавляли 3 джунты (из 20) в областях страны, 1447 мэров были членами партии.
Несмотря на то, что ИКП, не пребывавшая во власти, оказалась наименее затронутой коррупционными скандалами из всех крупных политических сил страны, конец СССР привёл к её самороспуску. Этому в значительной мере способствовало наличие нескольких течений в партии: считавшихся «неосталинистами» во главе с Армандо Коссуттой, «правых» во главе с Джорджо Наполитано и «умеренно левых» во главе с Пьетро Инграо.
На следующий день после падения Берлинской стены генеральный секретарь ИКП Акилле Оккетто, даже не посоветовавшись с остальными членами руководства, заявляет о необходимости смены названия партии и форсированного принятия социал-демократической программы. В марте 1990 года XIX съезд ИКП двумя третями голосует за «учредительный процесс» новой левой партии на месте ИКП.
XX съезд ИКП в 1991 году преобразует её в Демократическую партию левых сил (ДПЛС), которая вступает в Социалистический интернационал. Более радикальное крыло партии во главе с А. Коссуттой создаёт Партию коммунистического возрождения (ПКВ). Позднее первая преобразовалась в партию «Левые демократы» (ЛД) и отказалась от символики ИКП, а от ПКВ откололась Партия итальянских коммунистов (ПИК) и приняла логотип, очень похожий на логотип ИКП.
Конечным же итогом преобразований ИКП стала Демократическая партия, отказывающаяся даже от социал-демократических установок.
В 2014 году Партия итальянских коммунистов была переименована в Коммунистическую партию Италии (Partito Comunista d’Italia). На её базе после воссоединения с рядом новых отколов от ПКВ в 2016 году была создана новая Итальянская коммунистическая партия.

## Руководители ИКП
| Фото                       | Имя               | Оригинальное имя  | Период                |
| -------------------------- | ----------------- | ----------------- | --------------------- |
| Национальные секретари ИКП |                   |                   |                       |
|                            | Амадео Бордига    | Amadeo Bordiga    | 1921—1924             |
|                            | Антонио Грамши    | Antonio Gramsci   | 1924—1926             |
|                            | Пальмиро Тольятти | Palmiro Togliatti | 1926—1934 и 1938—1964 |
|                            | Руджеро Гриеко    | Ruggero Grieco    | 1934—1938             |
|                            | Луиджи Лонго      | Luigi Longo       | 1964—1972             |
|                            | Энрико Берлингуэр | Enrico Berlinguer | 1972—1984             |
|                            | Алессандро Натта  | Alessandro Natta  | 1984—1988             |
|                            | Акилле Окетто     | Achile Ochetto    | 1988—1991             |
| Президенты ИКП             |                   |                   |                       |
|                            | Луиджи Лонго      | Luigi Longo       | 1972—1980             |
|                            | Алессандро Натта  | Alessando Natta   | 1989—1990             |
|                            | Альдо Торторелла  | Aldo Tortorella   | 1990—1991             |

## Съезды партии
- I съезд, Ливорно — 21 января 1921
- II съезд, Рим — 20–24 марта 1922
- III съезд, Лион (Франция) — 20–26 января 1926
- IV съезд, Кёльн (Германия) — 14–21 апреля 1931
- V съезд, Рим — 29 декабря 1945 – 6 января 1946
- VI съезд, Милан — 4–10 января 1948
- VII съезд, Рим — 3–8 апреля 1951
- VIII съезд, Рим — 8–14 декабря 1956
- IX съезд, Рим — 30 января – 4 февраля 1960
- X съезд, Рим — 2–8 декабря 1962
- XI съезд, Рим — 25–31 января 1966
- XII съезд, Болонья — 8–15 февраля 1969
- XIII съезд, Милан — 13–17 марта 1972
- XIV съезд, Рим — 18–23 марта 1975
- XV съезд, Рим — 30 марта – 3 апреля 1979
- XVI съезд, Милан — 2–6 марта 1983
- XVII съезд, Флоренция — 9–13 апреля 1986
- XVIII съезд, Рим — 18–22 марта 1989
- XIX съезд, Болонья — 7–11 марта 1990
- XX съезд, Римини — 31 января – 3 февраля 1991